# Clossiana boisduvalii
Clossiana boisduvalii är en fjärilsart som beskrevs av Philogène Auguste Joseph Duponchel 1832. Clossiana boisduvalii ingår i släktet Clossiana och familjen praktfjärilar. Inga underarter finns listade i Catalogue of Life.